# Смилево
 Тази статия е за селото в Северна Македония.  За квартала на Сандански, България, вижте Смилово.  
Смѝлево (на македонска литературна норма: Смилево) е село в югозападния дял на Северна Македония, част от община Демир Хисар.

## География
Селото се намира в крайната южна част на територията на община Демир Хисар, на Смилевската река в югоизточните склонове на планината Бигла в областта Гяватокол. Селото е с надморска височина от 880 m. От пътя Демир Хисар – Битоля селото е отдалечено на 9 km. Землището му е 16,4 km2, от които 1400 ha гори, 113 ha пасища и 104 ha обработваема земя.
Смилево се дели на следните махали: Горна, Долна, Кецкари, Ковачи, Стара, Смилевци и Геневци.
В Смилево има две църкви стари – „Свети Димитър“ и централната селска „Свети Георги“, както и гробищната „Свети Георги“ и параклисите „Света Неделя“ и „Света Петка“. Край Смилево в Бигла е разположен Смилевският манастир „Свети Петър и Павел“, който дълги години е културно средище на околните села – Метимир, Боище, Гопеш. В края на XIX век манастирското училище е преместено в смилевската църква „Свети Георги“. Манастирът е възстановен в 80-те години на XX век.

## История

### В Османската империя
Най-ранните писмени сведения за Смилево са от османотурски данъчен регистър от 1468 година, според който то е разделено между двама господари. Селото наброява 68 домакинства плюс едно вдовишко домакинство и трима неженени. Един от жителите е свещеник, няколко са ковачи, а един е кожухар.
Според сиджили на Битолския съд през 1608 година селото взима заем от 1500 акчета с лихва 225 акчета от вакъфа на Ахмед паша в Битоля. През същата година други четирима жители – Милко Дойчин, Степан Никле, Михаил Никле и Стоян Никле, взимат заем от 1000 акчета с лихва 15 акчета от същия вакъф. В османски данъчни регистри на немюсюлманското население от вилаета Манастир (Битоля) от 1611 – 1612 година селото е отбелязано под името Исмилева само със 7 джизие ханета (домакинства). В сиджил от 1620-1621 година е отбелязано, че 3 ханета (домакинства) от Смилево дължат военния данък нузул за похода срещу Полша.
Смята се, че около средата на ХVІІІ век в Смилево се заселват около 600 семейства мияци, преселили се от Дебърско. Като първи преселници мияци се сочат Аврам Касотовски от Лазарополе, Ристе Граматиковски и други. Според преданията преди заселването на мияците селото е бърсяшко – известно като Старо Смилево, което било постепенно погълнато от новото мияшко село. Пришълците успяват да откупят селото от наследниците на бея, владеещ правото върху него. Новите заселници са предимно овцевъди. Традиционно смилевци се прехранват и с гурбет като зидари. През ХІХ и първата половина на ХХ век печалбарите най-често заминават в различни части на Македония и извън нея на тайфи (дружини). Смилевските зидари печалбари си имат таен говор.
В „Етнография на вилаетите Адрианопол, Монастир и Салоника“, издадена в Константинопол в 1878 година и отразяваща статистиката на населението от 1873 г., Смилово (Smilovo) е посочено като в каза Ресен с 310 домакинства и 900 жители българи.
Селото е в Битолска каза. През 90-те години на XIX век Васил Кънчов отбелязва, че жителите му са дюлгери и хлебари. В края на XIX век поради изсичането на горите в Смилево, както и на други места в Гяваткол, Преспа и Демир Хисар,  запада един от традиционните занаяти - въглищарството.
През 1879 година в Смилево се открива българско начално училище, включващо и забавачка, а през 1892 година – и девическо училище. През учебната 1893-1894 година училището е едно - смесено първоначално. Броят на учениците в него  е следният:
| Забавачка | Забавачка | Първо отделение | Първо отделение | Второ отделение | Второ отделение | Трето отделение | Трето отделение | Четвърто отделение | Четвърто отделение | Общо    | Общо       | Общо         |
| момчета   | момичета  | момчета         | моми- чета      | момчета         | моми- чета      | момчета         | моми- чета      | момчета            | моми- чета         | момчета | моми- чета | общо ученици |
| --------- | --------- | --------------- | --------------- | --------------- | --------------- | --------------- | --------------- | ------------------ | ------------------ | ------- | ---------- | ------------ |
| 61        | 25        | 37              | 12              | 20              | 15              | 14              | 5               | 7                  | 0                  | 139     | 57         | 196          |

„Отъ тука [Метимир] се възвихме къмъ западъ, изкачихме се по една стръмна височина и подъ нея бѣ разположено българското село Смилево, а на височината манастирътъ Св. Петръ. Мнозина отъ съпѫтницитѣ, на които дотегна дългия пѫть, се върнаха за Гопешъ, а ний слѣзохме надолѣ, за да посѣтимъ селото. То брои 400 кѫщи, всички твърдѣ хубави и повечето двуетажни.
Изгледътъ на това село се различава отъ другитѣ български села въ равнината. Причината затова е тази, че жителитѣ на това село не се занимаватъ съ земледѣлие, а съ зидарство, — ходятъ всѣкѫдѣ и спечелватъ хубави пари. Каницъ ни разказва една басня, че само аромѫнетѣ, цинцаретѣ, сѫ способни зидари и че само тѣ могатъ да издигнатъ една кѫща безъ помощьта на дърводѣлци и желѣзари. Това може да е вѣрно за Сърбия, но за Македония сигорно не.
Добриятъ климатъ, заможностьта на хората и удобниятъ животъ въ Смилево сѫ спомогнали много за развитието на тѣлесната хубость. Азъ не съмъ виждалъ никога толкозъ хубави, прѣсни и пълни лица, както тува. Освѣнъ това, тука и носията е пълна съ вкусъ, даже и доста скѫпа, а не груба, както на българкитѣ.
Тази носия тука се състои отъ ленена риза, долния край на която е подвезанъ и достига до глезенитѣ. Върху нея се носи една по-дебела риза, която достига до колѣнѣ. Върху тѣхъ се носи едно кожухче, подшито съ бѣла агнешка кожа, а покрайщата обшито съ черни кожички. Това кожухче е най-блѣскавата часть на цѣлия костюмъ, защото цѣлата прѣдница е везана съ коприна, която работа изисква врѣме и умѣлость. Сѫщото старание е положено и за прѣстилката и кърпата на главата. Отъ темето назадъ по гърба висятъ двѣ дълги, широки и оплетени сплитки, а крѫглото и розово лице е забрадено съ много бѣла, като снѣгъ кърпа. За съжаление бѣ само това, че момичетата избѣгваха, щомъ се приближавахме. Ний успѣхме да изгледаме лица и дрехи само тогазъ, когато ни разведоха изъ много фамилии гостоприемни хора.“

Според статистиката на Кънчов („Македония. Етнография и статистика“) в 1900 година Смилево има 2200 души жители българи християни.
През XIX и началото на ХХ век смилевци мигрират в други селища. Само в селата в Битолско-прилепската котловина, според Йован Трифуноски, през 50-те години на ХХ век има 19 рода от Смилево със 113 домакинства. От март 1905 до 1907 година от Смилево за Америка отпътуват на гурбет около 250 мъже.
На Етнографската карта на Битолския вилает на Картографския институт в София от 1901 година Ново Смилево е чисто българско село в Битолската каза на Битолския санджак с 430 къщи, а Старо Смилево е чисто българско село с 11 къщи.
В началото на XX век цялото село е под върховенството на Българската екзархия. По данни на секретаря на екзархията Димитър Мишев („La Macédoine et sa Population Chrétienne“) в 1905 година в Смилево има 2500 българи екзархисти и функционират основно и прогимназиално българско училище.
След 1893 година жителите на Смилево се включват активно в борбата на ВМОРО и селото се превръща в един от главните опорни пунктове на организацията. Между 17 и 24 април 1903 година в Смилево се провежда Смилевският конгрес на Битолския революционен окръг на ВМОРО. Основанията за избор на Смилево за място на конгреса Христо Силянов определя по следния начин:
| „ | Прикътано в гостоприемната Бигла и снабдено със здрави каменни сгради, то имаше всички преимущества, от гледище на сигурност и на удобства. Но нещо по-сигурно от стратегичните позиции на селото представляваха самите негови жители. Без преувеличение, смилевци спадат към най-хубавия физически тип и въплощават ония расови добродетели на македонската българщина, без които би бил немислим илинденския подвиг. | “ |

По време на Илинденското въстание над Смилево се намира Главния щаб на въстаниците в Битолски окръг. От 22 юли до 14 август 1903 година селото е свободно. На 14 август турски войски влизат в Смилево и в продължение на три дни го разграбват, като го опожаряват, избиват 42-ма души, изнасилват повече от 40 жени. Според служителя в Румънско консулство в Битоля Спиро Йонеску в „българското село“ Смилево остават само три-четири къщи.
На 27 август 1906 година Смилево е нападнато от 180 души съединени гръцки андартски чети, между които четата на Константинос Гутас, и местни турци от селата Обедник, Рамна, Кажани, в резултат на което са убити 15 души, от които 3 жени, ранени са трима, а десетина къщи са напълно изгорени.

### В Сърбия, Югославия и Северна Македония
В 1912 година Смилево е окупирано от сръбски войски по време на Балканската война и след Междусъюзническата е присъединено към Сърбия, от 1918 година Кралство Югославия.
По време на българското управление на Вардарска Македония през Първата световна война Смилево е част от Гопешка община във Ресенска околия на Битолски окръг и има 997 жители.
По време на българското управление във Вардарска Македония в годините на Втората световна война, Кирил Хаджикостов от Велес е български кмет на Смилево от 2 април 1942 година до 25 ноември 1942 година. След това кметове са Петър Ат. Димитров от Муртинци (29 декември 1942 - 12 март 1943), Димитър Пандилов от Тресонче (21 април 1943 - 26 април 1944) и Велян П. Даскалов от Смилево (13 юли 1944 - 9 септември 1944). От октомври 1941 година в селото функционира Народно читалище „Велян Чипуров“, чийто председател е Георги Чуранов.
След Втората световна война, през която селото за кратко е освободено и присъединено съм България, смилевци масово мигрират към големите градове. В 1961 година селото има 1158 жители, а в 1994 година броят им се намалява на 384 жители. Според преброяването от 2002 година селото има 321 жители македонци. На 3 април 1958 година в Смилево е открита поща. В 1963 година в селото е изграден паметник на Даме Груев. В Смилево работи основно училище „Даме Груев“.
| Националност | Всичко |
| македонци    | 321    |
| албанци      | 0      |
| турци        | 0      |
| роми         | 0      |
| власи        | 0      |
| сърби        | 0      |
| бошняци      | 0      |
| други        | 0      |

От 2004 година в селото работи Мемориален музей, посветен на Смилевския конгрес, който има и етнографска експозиция.

## Личности
- Известни Смилевци.